# Steinerne Lahn
Steinerne Lahn är en kulle i Österrike.   Den ligger i  förbundslandet Wien, i den östra delen av landet, 10 km väster om huvudstaden Wien. Toppen på Steinerne Lahn är 448 meter över havet, eller 43 meter över den omgivande terrängen. Bredden vid basen är 0,78 km.
Terrängen runt Steinerne Lahn är kuperad norrut, men söderut är den platt. Runt Steinerne Lahn är det mycket tätbefolkat, med 3 134 invånare per kvadratkilometer.. Närmaste större samhälle är Wien, 9,7 km öster om Steinerne Lahn. 
I omgivningarna runt Steinerne Lahn växer i huvudsak blandskog.